# キリン夜の図書館
キリン夜の図書館（キリンよるのとしょかん）は、ニッポン放送で放送されていた、ラジオドラマ番組である。
月曜日から金曜日まで約10分間の放送。キリンレモンの提供だった。

## 概要
1974年10月7日放送開始。開始当時は独立番組だったのが1975年にスタートした『大入りダイヤルまだ宵の口』の内包番組として放送されてるようになる。
しかし1976年秋に『大入りダイヤルまだ宵の口』の10時台にの『夜のドラマハウス』をスタートしたことで同じ番組内にラジオドラマ枠が2つも流れるという事態が起こる。
これを受けて1978年春から番組名をSF作品のみにしぼった『キリンラジオ劇場・スペースロマン』に改題されるが、「スペースロマン」の題が取れて『キリンラジオ劇場』となっていった。結局ラジオドラマ枠を整理すべく1982年に終了した。

## 放送された主な作品
- ささきいさおの「若きウェルテルの悩み」（ゲーテ）
- 落ち込みけいこ（高垣葵）
- 少年エスパー戦隊（豊田有恒）
- サイボーグ009（石森章太郎）
- 鉄人28号（横山光輝）
- 銀河鉄道999（松本零士）
- くずれる（永井豪）
- 翔んだカップル（柳沢きみお）

## 出演者

### 声優
- 内海賢二 『少年エスパー戦隊』
- 吉田理保子 『銀河鉄道999』
- 三上由紀 『銀河鉄道999』
- 佐々木功 『若きウェルテルの悩み』
- 野村道子 『少年エスパー戦隊』など
- 高橋和枝 『鉄人28号』など
- 増岡弘 『鉄人28号』など
- 富田耕生 『鉄人28号』など
- 伊武雅之 『鉄人28号』など
- 玄田哲章 『翔んだカップル』など
- 水島裕 『少年エスパー戦隊』など
- 若山弦蔵 『くずれる』など
- 曽我部和行 『くずれる』など
- 仲村秀生 『サイボーグ009』『鉄人28号』など
- 塩見竜介 『サイボーグ009』など
- 高木均 『サイボーグ009』など
- 小山茉美 『落ち込みけいこ』など
- 神谷明 『サイボーグ009』『翔んだカップル』など

### 俳優・歌手・タレント
- 東啓子 『落ち込みけいこ』
- 榊原郁恵 『翔んだカップル』
- 尾美としのり 『翔んだカップル』
- 石原真理子 『翔んだカップル』